# Harmologa
Harmologa es un género de polillas de la familia Tortricidae.

## Especies
- Harmologa amplexana (Zeller, 1875)
- Harmologa arenicolor Diakonoff, 1953
- Harmologa columella Meyrick, 1927
- Harmologa festiva Philpott, 1915
- Harmologa oblongana (Walker, 1863)
- Harmologa petrias Meyrick, 1902
- Harmologa pontifica Meyrick, 1911
- Harmologa reticularis Philpott, 1915
- Harmologa sanguinea Philpott, 1915
- Harmologa scoliastis (Meyrick, 1907)
- Harmologa sisyrana Meyrick, 1883
- Harmologa speciosa (Philpott, 1927)
- Harmologa toroterma Hudson, 1925